# Верхній Гумбет
Верхній Гумбе́т (рос. Верхний Гумбет) — село у складі Октябрського району Оренбурзької області, Росія.

## Населення
Населення — 256 осіб (2010; 312 у 2002).
Національний склад (станом на 2002 рік):
- росіяни — 83 %